# قریقر
قریقر (به عربی: قريقر) یک شهرداری در الجزایر است که در استان تبسه واقع شده‌است.